# Хірао Тіка
Хірао Тіка (яп. 平尾 知佳; нар. 31 грудня 1996) — японська футболістка. Вона грала за збірну Японії.

## Клубна кар'єра
У 2014 році дебютувала в «Урава Редз». 2018 року вона перейшла до «Альбірекс Ніїґата».

## Кар'єра в збірній
Дебютувала у збірній Японії 2 серпня 2018 року в поєдинку проти Австралії. У складі японської збірної учасниця жіночого чемпіонату світу 2019 року. З 2018 рік зіграла 2 матчі в національній збірній.

## Статистика виступів
| Збірна Японії | Збірна Японії | Збірна Японії |
| Рік           | Матчі         | Голи          |
| ------------- | ------------- | ------------- |
| 2018          | 1             | 0             |
| 2019          | 1             | 0             |
| Загалом       | 2             | 0             |